# فيليب داونينج
فيليب داونينج (بالإنجليزية: Philip Downing)‏ هو سياسي أمريكي، ولد في 3 سبتمبر 1871، وتوفي في 17 يناير 1961. حزبياً، نشط في الحزب الجمهوري. وقد انتخب عضو مجلس ولاية ويسكونسن.